# Zoológico de Ereván
El Parque de Ereván o Jardín Zoológico de Ereván (en armenio: Երևանի կենդաբանական այգի) es un jardín zoológico de 35 hectáreas establecido en 1940 en Ereván, la capital de Armenia.
En la actualidad, el zoológico exhibe 2749 animales de 204 especies diferentes. Algunas especies representativas del sur del Cáucaso y Armenia que se incluyen allí son los osos pardos, cabra bezoar, víboras, muflones armenios y buitres negros. Otras especies en el zoológico proceden de otras partes del mundo como leones, tigres (siberianos y de Bengala), hienas y un elefante asiático llamado Grantik.

## Educación
En 2012 el zoo, en cooperación con la Foundation for the Preservation of Wildlife and Cultural Assets (FPWC), el municipio de Ereván y el Artis de Ámsterdam, abrieron un zoo escuela. El principal cometido de esta escuela era enseñar a los niños en edad escolar la importancia de la biodiversidad en Armenia y en todo el mundo, y usar el zoo como un aula interactiva.